# Alventosa

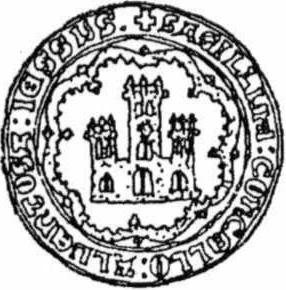

Alventosa est un toponyme arabo-aragonais.
Albentosa est une seconde façon de l'orthographier. Alben est une contraction de l'arabe ibn pour « le serviteur de Dieu ».
Une ancienne ville forte, aux confins de l'Aragon et de l'ancien Royaume de Valencia, porte le nom de Albentosa, exprimé en castillan moderne. Sur le blason médiéval de cette ville est inscrit " Alventosa ".
La littérature médiévale comporte une romance nommée En los campos de Alventosa… .
En 1810, selon des sources historiques, une bataille aurait opposé les troupes d'occupation napoléoniennes à la coalition de ses opposants, principalement portugais et anglais, sur le pont (XVe et XVIe siècles) de la petite rivière d'Alventosa. Selon ces sources divergentes, cette bataille aurait été un succès napoléonien du 121e régiment d'infanterie de ligne, sinon les historiens de la péninsule ibérique s'octroient une victoire. Chacun reconstruira cette histoire selon ses convictions.
La ville a été le théâtre de combats et bombardements durant la guerre civile espagnole (bataille de la sierra de Teruel) - Cf. l'œuvre d'André Malraux : le roman de 1937 l'Espoir et le film de 1945 : l'Espoir, sierra de Teruel.
Les noms " Albentosa " et " Alventosa " sont très répandus dans la région de Xàtiva (Communauté valencienne), que les seigneurs d'Alventosa ont créée, au XVIe siècle, quand Albentosa a perdu sa vocation stratégique, de ville frontière entre le monde chrétien et le monde musulman, puis dans les destinations d'émigration des XIXe et XXe siècles : Amérique du Sud, États-Unis, Catalogne et France.